# Vohančice
Vohančice (en allemand : Wohantschitz) est une commune du district de Brno-Campagne, dans la région de Moravie-du-Sud, en République tchèque. Sa population s'élevait à 194 habitants en 2020.

## Géographie
Vohančice se trouve à 4 km au sud-ouest de Tišnov, à 21 km au nord-ouest de Brno et à 164 km au sud-est de Prague.
La commune est limitée par Nelepeč-Žernůvka au nord, par Předklášteří et Březina (Tišnov) à l'est, par Heroltice au sud, par Pejškov, une exclave de Tišnov, au sud et au sud-ouest, et par Úsuší à l'ouest.

## Histoire
La première mention écrite de la localité date de 1255.